# Enrique Ponce Boscarino
Pour les articles homonymes, voir Ponce (homonymie).
Enrique Ponce Boscarino (né en 1952 à Tucuman, Argentine) est un plasticien, écrivain, acteur et metteur en scène argentin.
Son travail de plasticien lui a valu une grande reconnaissance internationale. Son travail comme acteur, metteur en scène lui a valu des prix et des mentions ainsi que des postes prestigieux dans la fonction publique de la scène politique et culturelle de son pays de naissance. Ses écrits, romans, et pièces de théâtre ont donné lieu à la publication de plusieurs articles dans la presse.
Ayant épousé une Française et père de deux petites françaises, il passe son temps entre la France et l'Argentine.

## Biographie
Enrique Ponce Boscarino commence son activité publique en 1972 et réalise de nombreuses expositions.
Ses œuvres se trouvent dans des collections de divers pays en Amérique et en Europe. Depuis 2000, il partage son temps entre son atelier de Paris et celui de Buenos Aires.
Ces dernières années :
- 2002 : il réalise une exposition individuelle de peintures, reliefs, objets, dessins et installations. Galerie Espace UVA Grand Montmartre, Paris, France.
- 2003 : il expose ses dernières œuvres (grands formats) qui composent la série Les couleurs du son dans son [www.ponceboscarino.com "Espace d’Art de Paris XVIII"].
- 2004 : il est sélectionné pour participer à Paris au V Festival Montmartre en Europe (où 27 de ses œuvres sont exposées).
- 2005 : il présente à Paris la série Entre le ciel et la terre qui sera exposée plus tard à Buenos Aires dans le cadre de l’inauguration de la salle d’art du Hyde Park Hôtel
- 2007 : son œuvre La rentrée, est exposée au Sénat de la Nation Argentine à Buenos Aires dans le cadre d’une exposition intitulée Art du Monde.
- 2008 : sa cotation est publiée à Drouot cotation d'artiste, France.
- 2009 : sa cotation est publiée par Larousse Difussión
- prochaine expositions individuelle en mai 2010 dans "le salon des pas perdus" du Sénat de la République argentine.

## Au théâtre
Pièces de théâtre
- La Canción del Quijote
- Palabras en Concierto
- Teatrango
- La ville aux trottoirs noirs

Synthèse de son travail au théâtre :
Son travail professionnel commence en 1969, à Tucuman, Compagnie permanente du Théâtre de la Province de Tucuman.
Pendant plus de trente ans, il travaille comme metteur en scène, scénariste, dessinateur d'espaces scéniques dans des différents théâtres d'Argentine et du monde.
Il a mis en scène :
La chispa del milagro de Juan Carlos Bohorquez
Arráncame la vida de Rodolfo Santana
Torquemada de Augusto Boal
Cabaret Concert de Rafael Nofal
Bay, Bay Buenos Aires de Beatriz Mosquera
El locutorio de Jorge Diaz
TeaTrango de sa création.
Comme acteur il a travaillé dans :
- Tartuffe de Molière - Metteur en scène : Bernardo Roitman
- Caligula d'Albert Camus - Metteur en scène: Boyce Diaz Ulloque
- La Puce à l'oreille de Georges Feydeau - Metteur en scène : Carlos Olivera
- El Oro y la Paja de Barilet y Gredy - Metteur en scène : Boyce Diaz Ulloque
- Testigo de cargo d'Agatha Christie - Metteur en scène : Carlos Olivera
- La Granada de Rodolfo Walsh - Metteur en scène : Boyce Diaz Ulloque
- Requiem para un viernes en la noche de German Rozenmacher - Metteur en scène : Manuel Maccarini
- La cantata de Santa María de Iquique de Luis Advis - Metteur en scène : Carlos Olivera
- El gran deschave de Sergio de Cecco Metteur en scène: Jorge Alves
- La revolución de Mayo de Juan Bautista Alberdi - Metteur en scène : Carlos Olivera
- Mateo de Armando Discépolo - Metteur en scène : Rafael Nofal